# ITS-Sweden
ITS-Sweden är en svensk ideell intresseorganisation verksam inom området ITS (Intelligent Transport System and Service).
ITS-Sweden verkar för att effektivisera transportsystemet (väg, bana, sjöfart och luft) med hjälp av ny teknik.
ITS Sweden etablerades 1999 av dåvarande Vägverket, Banverket, (numera Trafikverket) universitet och ett antal industriföretag.
Det finns 2013 cirka 93 liknande nationella ITS-organisationer i världen.
I Sverige finns det fyra större nationella och internationella test och demonstrationsområden för ITS
-	ITSdalarna, www.itsdalarna.se
-	Kista Science City, www.kista.com
-	Lindholmen Science Park, www.lindholmen.se
-	NetPort.Karlshamn, www.netport.se
Samarbetet går under namnet "ITS Test Sites of Sweden" och koordineras av ITS Sweden
Man arrangerar bland annat varje år en nationell ITS-konferens.